# Hazard (zespół muzyczny)
Hazard – polski zespół pop-rockowy, działający w latach 1983–1984 we Wrocławiu.

## Historia
Pierwszy skład grupy tworzyli: Grzegorz Markowski (eks-Perfect; śpiew), Aleksander Mrożek (eks-Stalowy Bagaż; gitara), Andrzej Wysakowski (Solid Body; gitara), Roman Tarnawski (eks-Cross; gitara basowa), Ireneusz Nowacki (eks-Cross; perkusja). W 1983 roku zespół nagrał singla z piosenkami Ciągły ból głowy i Jeśli nie wiesz, co jest grane (Tonpress, S-486). Po pewnym czasie, miejsce Wysakowskiego zajął Krzysztof Mandziara. Na przełomie 1983 i 1984 roku utwór Jeśli nie wiesz, co jest grane przez siedem tygodni znajdował się na Liście przebojów Programu Trzeciego. W 1984 roku Ciągły ból głowy wygrał w plebiscycie i zyskał tytuł „Piosenka Roku” w TVP2. Zespół zakończył działalność w 1984 roku. W tym samym roku Markowski wziął udział w realizacji teledysków w reż. Laco Adamíka do dwóch solowych piosenek Wynik dnia i Kilka z nich, a następnie założył wraz z Krzysztofem Stefaniakiem grupę Samolot.

## Dyskografia

### Single
- Ciągły ból głowy / Jeśli nie wiesz, co jest grane (SP, Tonpress S-486, 1983)